# Václav Tereba
Václav Tereba (* 21. August 1918; † 22. Mai 1990) war ein tschechoslowakischer Tischtennisspieler. Mit der Nationalmannschaft gewann er viermal WM-Gold.

## Leben
Tereba war Angriffsspieler. Entdeckt wurde sein spielfreudiges Talent 1933 beim SK Malostranský in Prag. Sein erster internationaler Auftritt bei den Weltmeisterschaften von 1936 wurde zu einem Fehlstart, als er gegen den Litauer Juozas Remeikis bereits in der ersten Runde mit 0:3 ausschied.
Zwischen 1936 und 1957 war er auf zwölf Weltmeisterschaften vertreten. Seine größten Erfolge erzielte er mit der tschechoslowakischen Mannschaft, mit der er elf Medaillen holte: 1939, 1947, 1950 und 1961 Gold, 1954, 1955 und 1956 Silber sowie 1936, 1938, 1953 und 1957 Bronze. 1937 trat er nur in den Individualwettbewerben an. Das Halbfinale erreichte er einmal im Einzel, sechsmal im Doppel und zweimal im Mixed. 1939 kam er mit Marie Kettnerová ins Endspiel im Mixed.
Insgesamt holte Tereba bei Weltmeisterschaften 4 Gold-, 4 Silber- und 12 Bronzemedaillen.
Weitere Erfolge waren sein Sieg bei den offenen Englischen Meisterschaften 1947 und Platz 2 im Teamwettbewerb der Europameisterschaft 1958.
Bis in die 1970er Jahre war Tereba noch in der tschechoslowakischen Tischtennisliga aktiv.
In der ITTF-Weltrangliste 1951/52 wurde Tereba auf Platz 4 geführt.
Sein Sohn ist der Fotograf Stanislav Tereba.
Im Jahre 2015 wurde Tereba anlässlich der 90-Jahr-Feier des Tschechischen Tischtennisverbandes posthum in die Ruhmeshalle des tschechischen Tischtennis aufgenommen.

## Turnierergebnisse
| Verband | Veranstaltung       | Jahr | Ort       | Land | Einzel        | Doppel        | Mixed         | Team |
| ------- | ------------------- | ---- | --------- | ---- | ------------- | ------------- | ------------- | ---- |
| TCH     | Europameisterschaft | 1958 | Budapest  | HUN  |               |               |               | 2    |
| TCH     | Weltmeisterschaft   | 1957 | Stockholm | SWE  | letzte 16     | Viertelfinale | letzte 64     | 3    |
| TCH     | Weltmeisterschaft   | 1956 | Tokio     | JPN  | letzte 16     | Halbfinale    | keine Teiln.  | 2    |
| TCH     | Weltmeisterschaft   | 1955 | Utrecht   | NED  | letzte 64     | letzte 64     | keine Teiln.  | 2    |
| TCH     | Weltmeisterschaft   | 1954 | Wembley   | ENG  | letzte 128    | Halbfinale    | keine Teiln.  | 2    |
| TCH     | Weltmeisterschaft   | 1953 | Bukarest  | ROU  | Viertelfinale | letzte 16     | Viertelfinale | 3    |
| TCH     | Weltmeisterschaft   | 1951 | Wien      | AUT  | Halbfinale    | Viertelfinale | keine Teiln.  | 1    |
| TCH     | Weltmeisterschaft   | 1950 | Budapest  | HUN  | Viertelfinale | Halbfinale    | letzte 32     | 1    |
| TCH     | Weltmeisterschaft   | 1947 | Paris     | FRA  | letzte 16     | Halbfinale    | letzte 32     | 1    |
| TCH     | Weltmeisterschaft   | 1939 | Kairo     | EGY  | letzte 16     | letzte 16     | Silber        | 1    |
| TCH     | Weltmeisterschaft   | 1938 | Wembley   | ENG  | Viertelfinale | Halbfinale    | Halbfinale    | 3    |
| TCH     | Weltmeisterschaft   | 1937 | Baden     | AUT  | letzte 64     | Halbfinale    | Scratched     |      |
| TCH     | Weltmeisterschaft   | 1936 | Prag      | TCH  | letzte 128    | letzte 32     | Viertelfinale | 3    |